# Bazougers
Bazougers est une commune française, située dans le département de la Mayenne en région Pays de la Loire, peuplée de 1 086 habitants (les Bazougerois).
La commune fait partie de la province historique du Maine, et se situe dans le Bas-Maine.

## Géographie
Bazougers est situé à 17 km à l'est-sud-est de Laval. Meslay-du-Maine est à 9 km, l'A 81 à 10 km et Évron à 23 km. L'Ouette arrose la commune.

### Communes limitrophes
| Louvigné      | Soulgé-sur-Ouette | Saint-Georges-le-Fléchard |
| Parné-sur-Roc | Bazougers         | La Bazouge-de-Chemeré     |
|               | Arquenay          |                           |

### Géologie
La commune repose sur le bassin houiller de Laval daté du Culm, du Viséen supérieur et du Namurien (daté entre -346 et -315 millions d'années).

### Climat
Pour des articles plus généraux, voir Climat des Pays de la Loire et Climat de la Mayenne.
En 2010, le climat de la commune est de type climat océanique altéré, selon une étude du CNRS s'appuyant sur une série de données couvrant la période 1971-2000. En 2020, Météo-France publie une typologie des climats de la France métropolitaine dans laquelle la commune est exposée à un climat océanique et est dans la région climatique  Moyenne vallée de la Loire, caractérisée par une bonne insolation (1 850 h/an) et un été peu pluvieux. 
Pour la période 1971-2000, la température annuelle moyenne est de 11,3 °C, avec une amplitude thermique annuelle de 13,9 °C. Le cumul annuel moyen de précipitations est de 748 mm, avec 12,2 jours de précipitations en janvier et 6,8 jours en juillet. Pour la période 1991-2020, la température moyenne annuelle observée sur la station météorologique de Météo-France la plus proche, sur la commune de Saint-Georges-le-Fléchard à 6 km à vol d'oiseau, est de 11,8 °C et le cumul annuel moyen de précipitations est de 798,7 mm,. Pour l'avenir, les paramètres climatiques de la commune estimés pour 2050 selon différents scénarios d'émission de gaz à effet de serre sont consultables sur un site dédié publié par Météo-France en novembre 2022.

## Urbanisme

### Typologie
Au 1er janvier 2024, Bazougers est catégorisée commune rurale à habitat dispersé, selon la nouvelle grille communale de densité à sept niveaux définie par l'Insee en 2022.
Elle est située hors unité urbaine. Par ailleurs la commune fait partie de l'aire d'attraction de Laval, dont elle est une commune de la couronne,. Cette aire, qui regroupe 66 communes, est catégorisée dans les aires de 50 000 à moins de 200 000 habitants,.

### Occupation des sols
L'occupation des sols de la commune, telle qu'elle ressort de la base de données européenne d’occupation biophysique des sols Corine Land Cover (CLC), est marquée par l'importance des territoires agricoles (97,9 % en 2018), une proportion sensiblement équivalente à celle de 1990 (98,7 %). La répartition détaillée en 2018 est la suivante : 
terres arables (69,5 %), prairies (27,5 %), zones urbanisées (2,1 %), zones agricoles hétérogènes (0,9 %). L'évolution de l’occupation des sols de la commune et de ses infrastructures peut être observée sur les différentes représentations cartographiques du territoire : la carte de Cassini (XVIIIe siècle), la carte d'état-major (1820-1866) et les cartes ou photos aériennes de l'IGN pour la période actuelle (1950 à aujourd'hui).

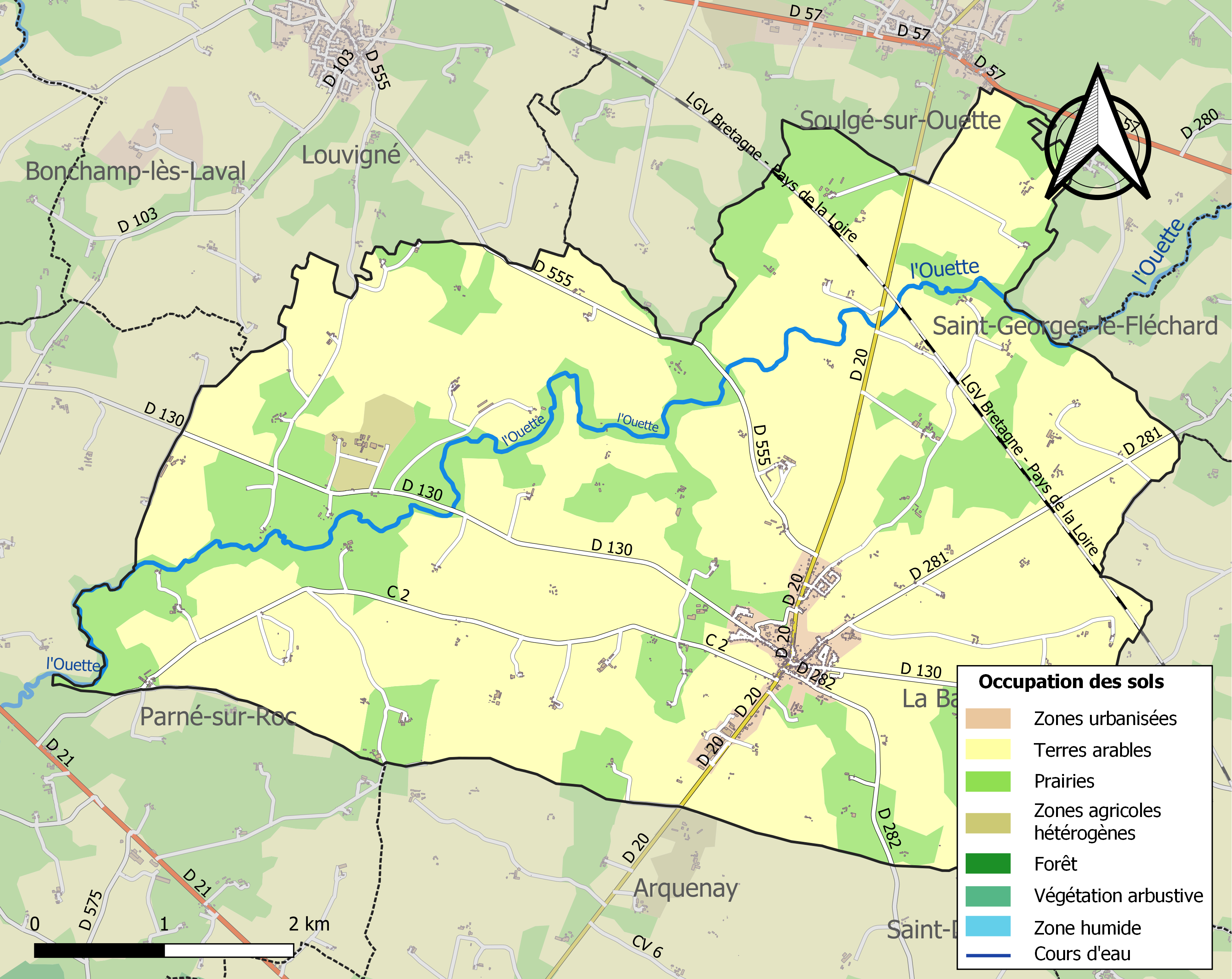
Carte des infrastructures et de l'occupation des sols de la commune en 2018 (CLC).

## Toponymie
Attestée sous la forme  Basilgerie en 1065.[réf. nécessaire]

## Histoire

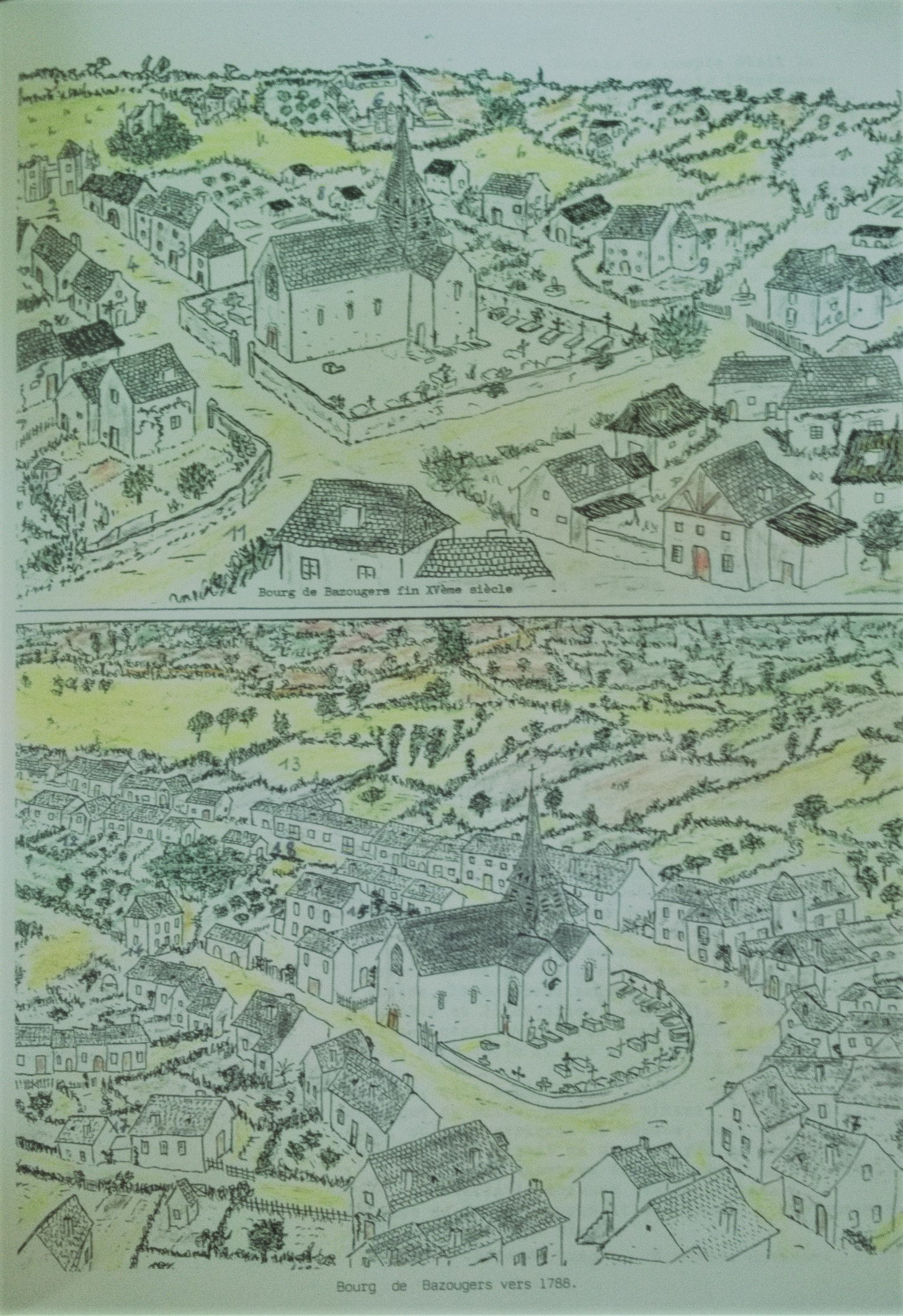
Croquis du bourg de Bazougers aux.

Au XIe siècle, des religieux obtiennent d'Hamelin d'Anthenaise l’autorisation de fonder un bourg autour de l’église paroissiale, un groupement de population s’étant déjà constitué à proximité du château. Les deux centres coexistent, mais celui fondé par les religieux, bien que dépourvu de fortifications, subsiste plus longtemps que le château. Une autre seigneurie est implantée au nord du site, sur la rive de l’Ouette : le manoir de Champagnette, qui détient les fiefs de Monthoudéart et des Pipelleries, la métairie de Nuillé-sur-Ouette, le fief et le moulin de Mondamer, la Villatte, la Babellerie, et la seigneurie de Nuillé.
Aux XVIe et XVIIIe siècles, le village est à plusieurs reprises dévasté par des épidémies. Au XVIIe siècle, le château du Bois du Pin, situé au sud-est du bourg sur une voie de circulation extrêmement ancienne, comporte, outre le logis seigneurial, sept métairies et une maison dans le village.
Pendant la Révolution, les paroissiens sont opposés aux idées républicaines, et les principaux chefs de l’insurrection chouanne se rencontrent dans le bourg, qui est pillé par les bleus le 11 avril 1795. Ceux-ci y subissent une défaite deux mois plus tard. Le 3 avril 1799, le brigand Cartouche est exécuté par les républicains.
Des mines de charbon sont brièvement exploitées entre 1838 et 1843. En 1849, le choléra sévit dans la paroisse, et 48 villageois y succombent. En 1871, des prussiens occupent Bazougers.

## Politique et administration

### Liste des maires
| Période   | Période  | Identité        | Étiquette     | Qualité             |
| --------- | -------- | --------------- | ------------- | ------------------- |
| ?         | 1995     | André Derouin   | Divers droite | Conseiller général  |
| mars 1995 | 2001     | Serge Lemercier |               |                     |
| mars 2001 | 2008     | Gérard Lochu    |               | Agriculteur         |
| mars 2008 | mai 2020 | Yveline Rapin   |               | Cadre               |
| mai 2020  | En cours | Jérôme Landelle | SE            | Assistant technique |

## Population et société

### Démographie
L'évolution du nombre d'habitants est connue à travers les recensements de la population effectués dans la commune depuis 1793. Pour les communes de moins de 10 000 habitants, une enquête de recensement portant sur toute la population est réalisée tous les cinq ans, les populations de référence des années intermédiaires étant quant à elles estimées par interpolation ou extrapolation. Pour la commune, le premier recensement exhaustif entrant dans le cadre du nouveau dispositif a été réalisé en 2007.

En 2022, la commune comptait 1 086 habitants, en évolution de −2,95 % par rapport à 2016 (Mayenne : −0,73 %, France hors Mayotte : +2,11 %).
| 1793  | 1800  | 1806  | 1821  | 1831  | 1836  | 1841  | 1846  | 1851  |
| ----- | ----- | ----- | ----- | ----- | ----- | ----- | ----- | ----- |
| 1 263 | 1 392 | 1 264 | 1 311 | 1 390 | 1 401 | 1 473 | 1 475 | 1 457 |

| 1856  | 1861  | 1866  | 1872  | 1876  | 1881  | 1886  | 1891  | 1896  |
| ----- | ----- | ----- | ----- | ----- | ----- | ----- | ----- | ----- |
| 1 410 | 1 366 | 1 306 | 1 308 | 1 348 | 1 212 | 1 198 | 1 210 | 1 196 |

| 1901  | 1906  | 1911  | 1921 | 1926  | 1931  | 1936  | 1946 | 1954 |
| ----- | ----- | ----- | ---- | ----- | ----- | ----- | ---- | ---- |
| 1 214 | 1 222 | 1 157 | 998  | 1 016 | 1 017 | 1 003 | 946  | 908  |

| 1962 | 1968 | 1975 | 1982 | 1990 | 1999 | 2006 | 2007 | 2012  |
| ---- | ---- | ---- | ---- | ---- | ---- | ---- | ---- | ----- |
| 840  | 781  | 743  | 864  | 869  | 933  | 976  | 981  | 1 109 |

| 2017  | 2022  | - | - | - | - | - | - | - |
| ----- | ----- | - | - | - | - | - | - | - |
| 1 106 | 1 086 | - | - | - | - | - | - | - |

### Enseignement
La commune compte une école primaire publique (Simone-Veil), une école primaire privée (Saint-Paul) et une école maternelle privée hors-contrat à la ferme (La Jardinière).

## Culture locale et patrimoine

### Lieux et monuments
- Motte castrale (située entre le cimetière et le plan d'eau).
- Menhir de la Hune.
- Église Saint-Victeur du XVIe siècle conservant des parties romanes du XIIe siècle.
- Prieuré de la Cotellerie.
- Prieuré Saint-Victeur, route de Saint-Georges, ancien prieuré construit de 1480 à 1520.
- Ancienne chapelle Sainte-Marie-Madeleine de 1090, une des plus vieilles chapelles de la Mayenne.
- Château de Souvré, datant du XVe siècle.
- Ancien château de la Bozée.

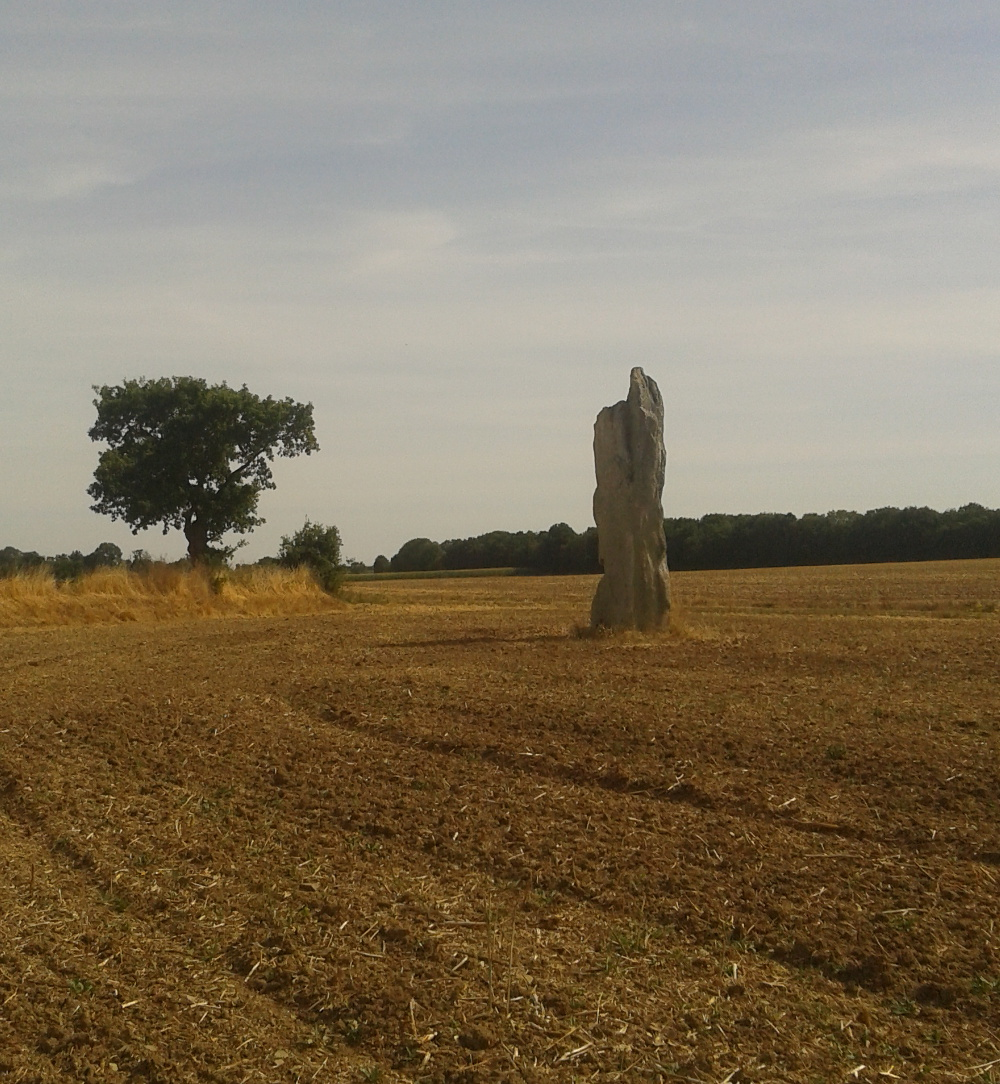
Le menhir de la Hune.
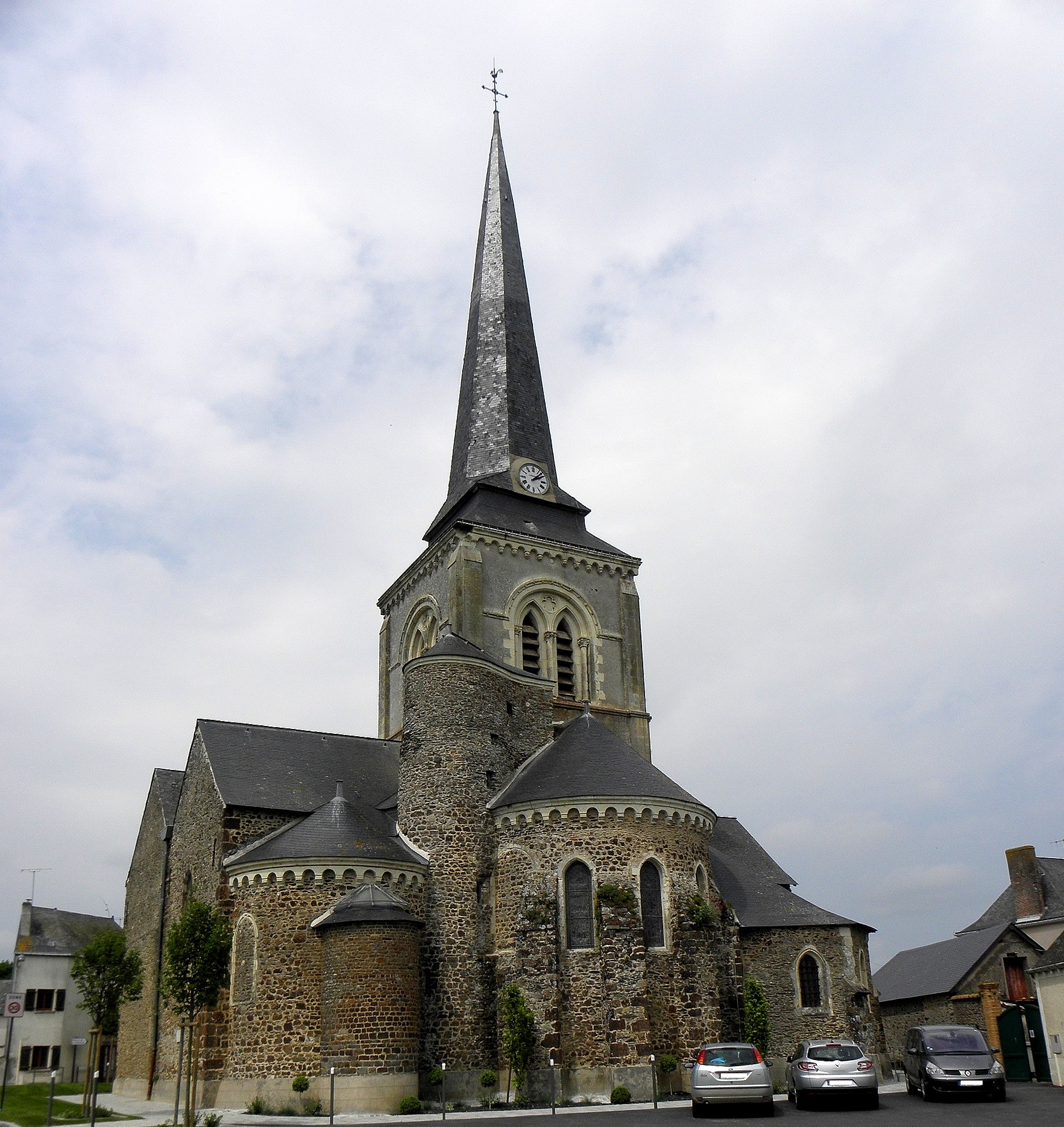
Le chevet de l'église Saint-Victeur.

### Personnalités liées à la commune
- Lisois d'Amboise (vers 990 à Bazougers - vers 1065), chef de guerre du comte d'Anjou.
- Par un acte de 1077, Hubert Doyen, mort en 1108, possédait des droits sur l'église de Bazougers.
- Francis Delaisi (1873 à Bazougers - 1947), écrivain, journaliste et économiste.

### Héraldique
| Blason de Bazougers | Blason  | Écartelé : au 1er vairé d'or et de gueules, au 2e de sinople à un moulin à vent d'argent, au 3e de sinople au menhir du lieu d'argent, au 4e d'azur à cinq cotices d'or. |
| Blason de Bazougers | Détails | Le 1er quartier est aux armes primitives de la famille d'Anthenaise, à l'origine de la seigneurie de Bazougers en 1050, le 2e évoque l'ancien moulin de la Pélonnière, le 3e représente le menhir de la Hune, le plus haut du département, enfin, le dernier est aux armes des Souvré, anciens seigneurs et fondateurs du château. adopté le 18 mai 2021. |

### Cartographie
- Les anciens puits de mines de Bazougers indiqués sur la carte géologique (Géoportail)
- Bazougers en 1706 : Carte de Jaillot pour l'évêché du Mans (Gallica)
- Bazougers en 1766 : Carte de Cassini de la Mayenne sud (Gallica)
- Bazougers en 1834 sur le Cadastre dit napoléonien  (Archives de la Mayenne)
- Carte itinéraire du département de la Mayenne de 1857 et 1869 (Gallica)
- Remonter le temps = vues aériennes de 1949 à nos jours ; voir les routes se goudronner, les haies disparaitre, les lotissements se développer (en haut de la carte choisir une année et chercher s'il y a des points orange indiquant une vue aérienne générale ou très localisée ; dans ce cas cliquer dessus pour voir la photographie aérienne puis la refermer) (IGN)